# Ikuya Sawaki
Pour les articles homonymes, voir Sawaki.
Ikuya Sawaki (沢木 郁也, Sawaki Ikuya), né le 25 août 1951 dans la préfecture de Chiba, est un seiyū. Il travaille pour Arts Vision.

## Rôles

### Film d'animation
- Dragon Ball : Le Château du démon : Démon

### Anime
- Darker than Black : Mao
- One Piece : Issho Fujitora
- Zetsuen no Tempest : Jimujikan